# Distrito Nacional Evén-Ojotsk
El Distrito Nacional de Evén-Ojotsk (en ruso: Охотско-Эвенский национальный округ tr.: (Ojótsko-Evenskiy Natsianal'niy Okrug, en yakuto: Лаамы-Эбээн национальнай уокурук) fue un Área Nacional en el Territorio del Lejano Oriente durante la época de la antigua RSFS de Rusia, que existió entre los años 1930-1934. El nombre aún se conserva en la cabecera del periódico regional del Distrito Nacional de Ojotsk La Verdad de Evén-Ojotsk (Охотско-Эвенская правда). Era el territorio nacional para los evenes, aunque también la zona es habitada por evenkis, oroks, orochis y rusos.

## Historia

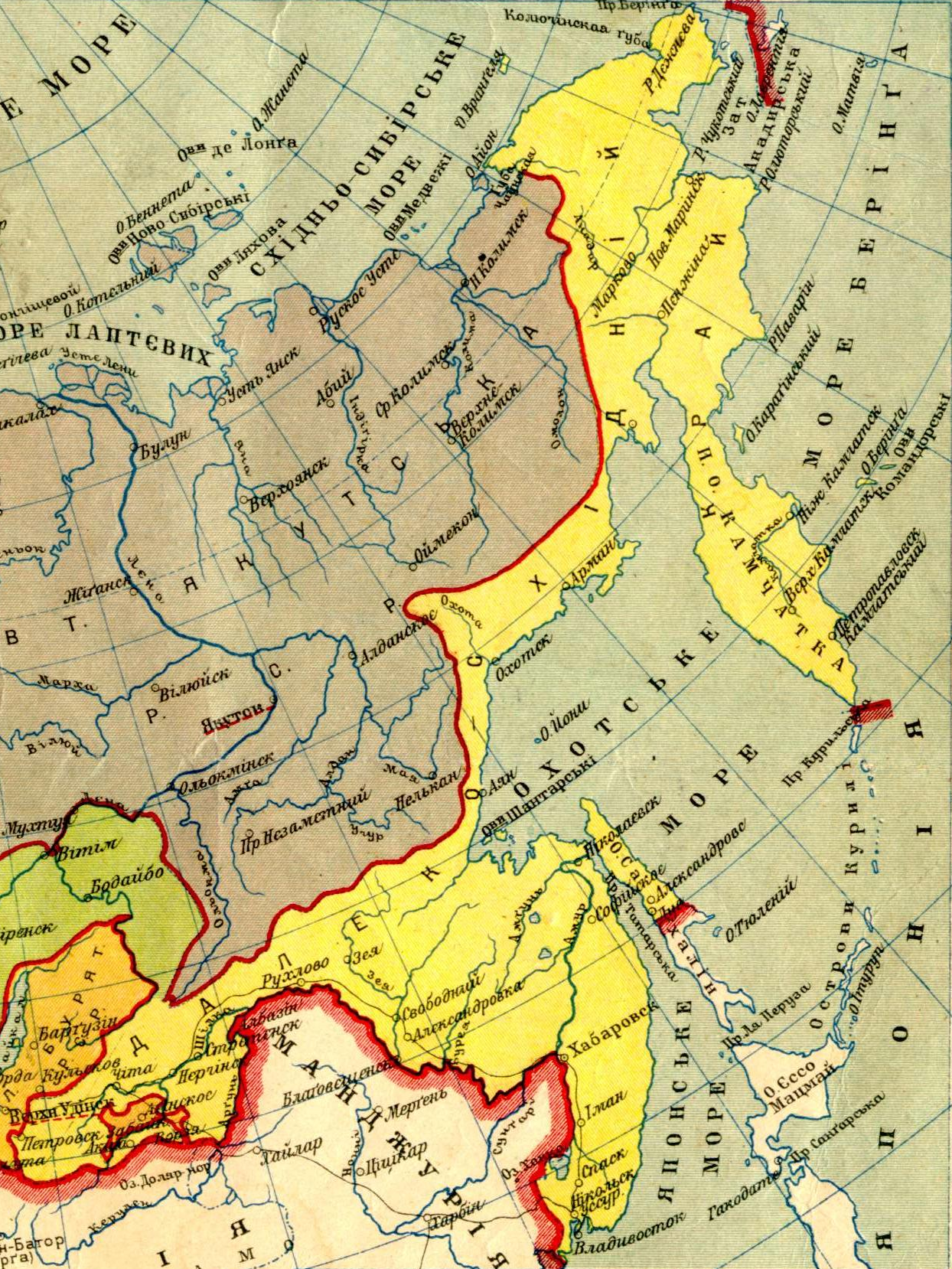
Krai del Lejano Oriente en 1929.

El Distrito Nacional de Evén-Ojotsk fue creado por un decreto del Presídium del Comité Central Ejecutivo en diciembre de 1930. Además de la zona habitada por los evens, en el distrito se incluyeron zonas alejadas de la costa, como partes de Yakutia, la Tunguska y zonas del río Nera.
El centro administrativo del distrito estaba en la población de Nagaevo (actualmente ciudad de Magadán). Más tarde se trasladó a Ojotsk.
Por Decreto del Presídium del Comité Central Ejecutivo, el 22 de julio de 1934, el Distrito fue incorporado a la recién creada provincia del Bajo Amur y sus distritos fueron directamente gobernados por el Comité Ejecutivo Provincial

## División administrativa
Seis áreas componían el Distrito:
1. Yasno-Maiski (Аяно-Майского)
2. Olsky (Ольского)
3. Yasno-Maiski (Аяно-Майского)
4. Ojotski (Охотского)
5. Evén Septentrional (Северо-Эвенского)
6. Tuguro-Chumikanski (Тугуро-Чумиканского)